# Mustafa Shakir
Mustafa Shakir (Carolina do Norte, 21 de agosto de 1977) é um ator e rapper norte-americano, conhecido pela participação série Luke Cage.